# Catalino Rivarola
Catalino Rivarola Méndez (født 30. april 1965 i Asunción, Paraguay) er en paraguayansk tidligere fodboldspiller (forsvarer).

## Karriere
Rivarola spillede 53 kampe for Paraguays landshold, hvori han scorede fire mål. Han debuterede for holdet i september 1988 i en venskabskamp mod Ecuador, og spillede sin sidste landskamp i juni 1998, da paraguayanerne tabte til Belgien. Han var med i Paraguays trup til VM 1998 i Frankrig, men kom ikke på banen i turneringen, hvor holdet blev slået ud i 1/8-finalen. Han deltog også ved to udgaver af Copa América.
På klubplan spillede Rivarola seks år i hjemlandet hos Asunción-storklubben Cerro Porteño, som han vandt to paraguayanske mesterskaber med. Han tilbragte også en årrække i Brasilien, hvor han vandt den fornemste sydamerikanske klubturnering Copa Libertadores med både Grêmio og Palmeiras.

## Titler
Primera División de Paraguay
- 1987 og 1990 med Cerro Porteño

Copa Libertadores
- 1995 med Grêmio
- 1999 med Palmeiras

Brasiliansk Serie A
- 1996 med Grêmio

Campeonato Gaúcho
- 1996 med Grêmio

Recopa Sudamericana
- 1996 med Grêmio

Copa do Brasil
- 1997 med Grêmio